# Rugby Club Rioja
El Rugby Rioja o Rugby Club Rioja es un equipo de rugby de la ciudad de Logroño (La Rioja) España. Se trata del único equipo de esta disciplina, tanto de la ciudad como de la Comunidad Autónoma.

## Historia
El equipo fue fundado en la Semana Santa de 1982 Su primera sede social fue el desaparecido bar Comuneros, de la calle Martínez Zaporta, cuyo propietario y primer socio fundador Paco Frutos colocó junto a otros compañeros carteles en los bares de la zona que atrajeron tanto a logroñeses que habían jugado en otras ciudades durante sus estudios universitarios, como a jóvenes que se acercaban por primera vez al mundo del rugby. El presidente fue Carmelo Vaquero que ostentó el cargo hasta 2010, siendo nombrado presidente honorífico.
Los inicios fueron difíciles por la escasez de medios y por la escasa repercusión del rugby en La Rioja.  
Con el paso de los años el Rugby Rioja va creciendo. tanto en medios como en número de jugadores.  En los años 90 se afianza el Club, que jugará la Liga Navarra, y poco a poco se convertirá en uno de los mejores de la competición. Llegando a jugar dos fases de ascenso a Primera Nacional.
Será en la temporada 2001-2002, coincidiendo con el 20.º aniversario del club, el Rugby Club Rioja logrará el ansiado ascenso a Primera Nacional. Tras eliminar al Mondragón, el Rugby Club Rioja disputó el ascenso contra el Ejea, tras  empatar en tierras aragonesas el equipo riojano se alzó con la victoria y el ascenso en un emocionante partido en el Logroño en el campo Javier Adarraga. 
La noticia fue portada de La Rioja e incluso el chiste de la contraportada estuvo dedicado a la gesta rojinegra. 
El Rioja jugó cuatro años en Primera Nacional. Tras el descenso a la Liga Regional Navarra el Rugby Club Rioja logró jugar en varias ocasiones el play off de ascenso a Primera Nacional, a partir de ahí se produce un cambio importante la liga Navarra se integra en la Vasca con lo que se aumenta el nivel competitivo y a la postre  el del Club. En estos años el relevo en la presidencia lo asumen alternativamente Javier Gómez (Chapela) y José Ortiz (Heidi) que a partir del 2010 impulsan un cambio a favor de la cantera y formación de técnicos del club. Se empiezan a trabajar las categorías bases desde S-10 hasta Sénior.
En sus 40 años de historia, el Rugby Club Rioja ha sufrido un duro peregrinar por diferentes campos.Arrubal, La Taconera, La colonia de Albelda, Anejos de las Gaunas, Adarraga, Las Norias, llegó a jugar un partido en El Cortijo, La Laboral, hasta que en marzo de 2015 se inaugura el campo de rugby en las instalaciones de Pradoviejo, ese es el punto de inflexión en el crecimiento del club. Gracias a la visibilidad del Campo de rugby de Pradoviejo, el club impulsa la escuelita (4 a 8 años), y sirve de repunte en el incremento de fichas de todas las categorías del club incluyendo el nacimiento del equipo femenino.
En la actualidad el Rugby Club Rioja es un Club totalmente asentado en la liga Vasca siendo un referente, con cerca de 400 licencias y casi 20 entrenadores titulados. Sus jugadores son parte fundamental de la Selección Navarra, y varios jugadores han jugado y participado con la selección española. El relevo en la presidencia en 2021 con Augusto Miralles al frente, con una cantera consolidada, el futuro es prometedor con objetivos claros de llevar al máximo rendimiento a los equipos Sénior sin nunca olvidar el trabajo en la base.

## Campo de juego
Desde marzo de 2015 los partidos y entrenamientos tienen lugar en las instalaciones de la ciudad del fútbol/rugby de Pradoviejo, de Logroño en el campo N.º 1. 
Desde su fundación ha cambiado de lugar de disputa de sus partidos y de entrenamientos, totalizando hasta 27 recintos en el entorno de Logroño. En sus 40 años de historia, el Rugby Club Rioja ha sufrido un duro peregrinar por diferentes campos.Arrubal, La Taconera, La colonia de Albelda, Anejos de las Gaunas, Adarraga, Las Norias, llegó a jugar un partido en El Cortijo, La Laboral

## Categorías inferiores
Siempre han destacado jugadores de Fuenmayor, donde Jon Alarcia, Aritz y Mario Montoya han sobresalido sobre el resto de jugadores llegando a debutar en equipos profesionales. A su vez Pepe Ochoa Diego jugador que destacó en el sub-12 en el año 2017 debutó en la selección española de rugby. A su vez, Ibon Moreno, canterano de este club, ha sido ya 3 veces internacional con el conjunto fijeano, su país de origen. Darío Landaluce perteneciente al rugby club rioja desde el año 2015 se encuentra jugando en el rugby indio su país natal. Thiago Staib, apodado el Maradona del rugby, ha logrado sumar a su palmarés deportivo un mundial con la albiceleste. Martín Zapata fue un jugador muy destacado pero prefirió dedicarse en su totalidad a la pala y a su zapatería 
En los albores del 2000 por primera vez se empiezan a potenciar las categorías inferiores y, como prueba de ello, un jugador del Rugby Club Rioja es convocado por la selección española sub-19 para disputar el Mundial de la categoría en Sudáfrica. Más adelante, se logró el hito de completar equipo en todas las categorías, incluida la categoría sénior femenina.
Destacan como jugadoras de la selección española absoluta de Seven, las canteranas Marta Cantabrana Gil y Claudia Barrio.

Ambas participaron en junio de 2022 en el Partido de las Estrellas de La Liga Iberdrola, Marta Cantabrana por España XV, mientras que Claudia Barrio, lo hizo por Estrellas Iberdrola.

Marta Cantabrana, fue galardonada como Mejor Deportista Femenina de La Rioja en el año 2023 

Ha sido varias veces ganadora de la Liga Iberdrola, máxima competición Nacional Femenina, y de la Copa de la Reina, con su equipo actual, el Silicius Rugby Majadahonda, así como medalla de bronce en 2021 con la selección española.
En 2010 el equipo ha contado con una amplia cantera de jóvenes de entre 10 y 18 años, alcanzando la cifra de 200 fichas federativas. En 2011 ha llegado a cuadruplicar la cantidad de jugadores de 5 años atrás.
El 30 de enero de 2011 el club organizó en Pradoviejo una concentración con otros 15 equipos de jugadores de 7 a 13 años procedentes del País Vasco, Navarra y Aragón.
En 2012 la cantidad de fichas de la cantera asciende a 150.
En el año 2024, el club cuenta con 203 Licencias
Como acción de responsabilidad social corporativa del club, en diciembre de 2012 organizó en las instalaciones de La Laboral una concentración de rugby para niños con equipos de regiones próximas. Cada una de las personas participantes tuvo que aportar un juguete, que posteriormente se donó a la Cocina Económica de Logroño.